# Aphidius persicus
Aphidius persicus är en stekelart som beskrevs av Rakhshani och Jaroslav Stary 2006. Aphidius persicus ingår i släktet Aphidius och familjen bracksteklar. Inga underarter finns listade i Catalogue of Life.